# Margareta Teodorescu
Margareta Teodorescu, z domu Andreescu (ur. 13 kwietnia 1932 w Bukareszcie, zm. 22 stycznia 2013 tamże) – rumuńska szachistka, arcymistrzyni od 1985 roku.

## Kariera szachowa
Do ścisłej czołówki rumuńskich szachistek należała od końca lat 40. do końca 70. XX wieku. Pierwszy medal (srebrny) indywidualnych mistrzostw kraju zdobyła w roku 1949 ostatni – w 1978 (brązowy). Łącznie w swoim dorobku posiada 20 medali: 4 złote (1959, 1968, 1969, 1974), 8 srebrnych i 8 brązowych. Trzykrotnie (1957, 1963, 1974) wystąpiła na szachowych olimpiadach, zdobywając wraz z drużyną 2 srebrne medale (1957, 1974).
Największy indywidualny sukces na arenie międzynarodowej odnotowała w 1964 r., zajmując XV miejsce w turnieju pretendentek, rozegranym w Suchumi. W 1968 r. zajęła II miejsce w turnieju strefowym w Zinnowitz (za Marią Ivanką), nie zdobywając awansu do kolejnego etapu walki o mistrzostwo świata. W 1978 r. wystąpiła w międzynarodowym turnieju w Bydgoszczy, zajmując III miejsce (za Nino Gurieli i Stepanką Vokralovą). Od 1995 r. w turniejach klasyfikowanych przez Międzynarodową Federację Szachową startowała bardzo rzadko.
W 1985 r. Międzynarodowa Federacja Szachowa przyznała jej honorowy tytuł arcymistrzyni za wyniki osiągnięte w przeszłości.